# NGC 1796
NGC 1796 è una piccola galassia a spirale barrata situata nella costellazione del Dorado, a una distanza di circa 35 milioni di anni luce dalla nostra Via Lattea.

## Scoperta
La galassia è stata scoperta il 26 dicembre 1834 dall'astronomo britannico John Herschel.

## Descrizione
NGC 1796 ha una classe di luminosità III e presenta una larga riga a 21 cm dell'idrogeno neutro.